# Municipio Tomina
Das Municipio Tomina ist ein Verwaltungsbezirk im Departamento Chuquisaca im südamerikanischen Anden-Staat Bolivien.

## Lage im Nahraum
Das Municipio Tomina ist eines von fünf Municipios der Provinz Tomina und umfasst deren nordwestlichen Bereich. Es grenzt im Nordwesten und Westen an die Provinz Jaime Zudáñez, im Süden an das Municipio Sopachuy, im Südosten an das Municipio Villa Alcalá, im Osten an das Municipio Padilla und im Nordosten an die Provinz Belisario Boeto.
Das Municipio erstreckt sich etwa zwischen 18° 51' und 19° 22' südlicher Breite und 64° 22' und 64° 36' westlicher Länge, seine Ausdehnung von Westen nach Osten beträgt bis zu 25 Kilometer, von Norden nach Süden bis zu 55 Kilometer.
Das Municipio umfasst 125 Gemeinden (localidades), der zentrale Ort des Municipios ist die Ortschaft Tomina mit 1523 Einwohnern (Volkszählung 2012) im westlichen Teil des Municipios.

## Geographie
Das Municipio Tomina liegt im Übergangsbereich zwischen der Anden-Gebirgskette der Cordillera Central und dem bolivianischen Tiefland. Das Klima der Region ist mild und ausgeglichen.
Die mittlere Durchschnittstemperatur der Region liegt bei etwa 19 °C (siehe Klimadiagramm) und schwankt nur unwesentlich zwischen knapp 16 °C im Juni und Juli und knapp 21 °C von November bis Januar. Der Jahresniederschlag beträgt etwa 600 mm, bei einer ausgeprägten Trockenzeit von Mai bis August mit Monatsniederschlägen unter 10 mm, und einer Feuchtezeit von Dezember bis Februar mit 100 bis 125 mm Monatsniederschlag.

## Bevölkerung
Die Bevölkerungszahl des Municipio Tomina ist in den vergangenen drei Jahrzehnten um ein Zehntel angestiegen:
| Jahr | Einwohner | Quelle       |
| ---- | --------- | ------------ |
| 1992 | 7551      | Volkszählung |
| 2001 | 9060      | Volkszählung |
| 2012 | 8435      | Volkszählung |
| 2024 | 8341      | Volkszählung |

Die Bevölkerungsdichte bei der letzten Volkszählung von 2024 betrug 10,9 Einwohner/km², der Alphabetisierungsgrad bei den über 6-Jährigen lag bei 54,1 Prozent. Die Lebenserwartung der Neugeborenen betrug 55,6 Jahre, die Säuglingssterblichkeit war von 7,6 Prozent (1992) auf 9,9 Prozent im Jahr 2001 angestiegen.
56,3 Prozent der Bevölkerung sprechen Spanisch, 94,0 Prozent sprechen Quechua, und 0,1 Prozent sprechen Aymara. (2001)
81,9 Prozent der Bevölkerung haben keinen Zugang zu Elektrizität, 84,9 Prozent leben ohne sanitäre Einrichtung (2001).
62,2 Prozent der 1.921 Haushalte besitzen ein Radio, 9,4 Prozent einen Fernseher, 26,5 Prozent ein Fahrrad, 0,6 Prozent ein Motorrad, 1,6 Prozent ein Auto, 4,9 Prozent einen Kühlschrank, und 0,4 Prozent ein Telefon. (2001)

## Politik
Ergebnis der Regionalwahlen (concejales del municipio) vom 4. April 2010:
| Wahl- berechtigte |  | Wahl- beteiligung | gültige Stimmen |  | MAS-IPSP | LIDER |
| ----------------- |  | ----------------- | --------------- |  | -------- | ----- |
| 3.210             |  | 2.759             | 2.332           |  | 2.216    | 116   |
|                   |  | 86,0 %            | 84,5 %          |  | 95,0 %   | 5,0 % |

Ergebnis der Regionalwahlen (elecciones de autoridades políticas) vom 7. März 2021:
| Wahl- berechtigte |  | Wahl- beteiligung | gültige Stimmen |  | MAS-IPSP | CST     | C-A    | BSTH   | UNIDOS | MNR    |
| ----------------- |  | ----------------- | --------------- |  | -------- | ------- | ------ | ------ | ------ | ------ |
| 4.033             |  | 3.437             | 2.755           |  | 2.009    | 518     | 184    | 24     | 11     | 9      |
|                   |  | 85,22 %           | 80,16 %         |  | 72,92 %  | 18,80 % | 6,68 % | 0,87 % | 0,40 % | 0,33 % |

## Gliederung
Das Municipio Tomina besteht nur aus dem Kanton (cantón) Tomina und untergliedert sich in die folgenden Subkantone (vicecantones):
- Vicecantón Achatalas – 3 Gemeinden – 195 Einwohner (2001)
- Vicecantón Arquillos (Sirao Kasa) – 4 Gemeinden – 584 Einwohner
- Vicecantón Comunidad Corso – 4 Gemeinden – 313 Einwohner
- Vicecantón Comunidad Khuri – 11 Gemeinden – 496 Einwohner
- Vicecantón Comunidad Tomina La Chica – 2 Gemeinden – 117 Einwohner
- Vicecantón Fuerte Rua – 7 Gemeinden – 529 Einwohner
- Vicecantón Guerra Mayu – 1 Gemeinde – 152 Einwohner
- Vicecantón Ichu Pampa – 8 Gemeinden – 220 Einwohner
- Vicecantón K'Anallas – 1 Gemeinde – 170 Einwohner
- Vicecantón Khawasiri – 4 Gemeinden – 169 Einwohner
- Vicecantón Olopo – 1 Gemeinde – 103 Einwohner
- Vicecantón Otorongo – 3 Gemeinden – 306 Einwohner
- Vicecantón Pampas Abajo Centro – 8 Gemeinden – 940 Einwohner
- Vicecantón Pampas Arriba – 3 Gemeinden – 147 Einwohner
- Vicecantón Potreros – 9 Gemeinden – 258 Einwohner
- Vicecantón Pucara – 10 Gemeinden – 403 Einwohner
- Vicecantón Puna Mayu – 5 Gemeinden – 289 Einwohner
- Vicecantón Quirusilla – 2 Gemeinden – 201 Einwohner
- Vicecantón Rodeo Porvenir – 5 Gemeinden – 560 Einwohner
- Vicecantón Rumi Cancha – 1 Gemeinde – 118 Einwohner
- Vicecantón Sobo Sobo – 6 Gemeinden – 381 Einwohner
- Vicecantón Tablas – 6 Gemeinden – 191 Einwohner
- Vicecantón Tarabuquillo – 1 Gemeinde – 300 Einwohner
- Vicecantón Thuru Cancha (Rosas Pampa – Kocha Kocha) – 10 Gemeinden – 414 Einwohner
- Vicecantón Thuru Mayu – 7 Gemeinden – 512 Einwohner
- Vicecantón Tomina – 1 Gemeinde – 983 Einwohner
- Vicecantón Villa Flores – 2 Gemeinden – 279 Einwohner

## Ortschaften im Municipio Tomina
- Tomina 1523 Einw. – Fuerte Rua 523 Einw. – Arquillos 436 Einw. – Tarabuquillo 343 Einw.